# La Biche River (Athabasca River)
Der La Biche River ist ein etwa 85 km langer rechter Nebenfluss des Athabasca River in der kanadischen Provinz Alberta.

## Flusslauf
Der La Biche River, um 1805 benannt nach einem Expeditionsmitglied, bildet den Abfluss des gleichnamigen Sees. Er verlässt diesen an dessen Nordwestufer. Er fließt anfangs nach Norden, führt dann einen Bogen nach Westen und Süden aus, passiert den Ort Rossian, vollführt dann an der Brücke des Alberta Highway 63 bei Flusskilometer 60 eine scharfe Biegung nach Norden und wendet sich schließlich bei der Siedlung Amesbury wieder nach Westen und Südwesten, bevor er schließlich rechtsseitig in den nach Norden fließenden Athabasca River mündet. Bei Flusskilometer 56 mündet der Pine Creek von links in den La Biche River.